# Дебикирование
Дебикирование (от лат. de- — приставка, означающая удаление, и англ. beak — клюв), клювоотсечение у сельскохозяйственной птицы. Применяется в промышленном птицеводстве для предотвращения у птицы расклёва, выщипывания перьев, травмирования самцами самок, клевания ног и снесённых яиц. После дебикирования повышается сохранность поголовья, значительно уменьшаются повреждения яиц и потери от разбрасывания корма.
Для дебикирования применяют электрическое устройство (дебикер) с набором сменных термоножей и приспособлений. Дебикирование у молодняка производят в суточном или (при необходимости) в 6-, 10-, 30- или 120-суточном возрасте. Способы дебикирования зависят от вида и возраста птицы. Например, суточным цыплятам в инкубатории часто проводят угловую надрезку клюва: верхнюю изогнутую часть клюва прижимают к предварительно раскалённому лезвию термоножа, установленного под углом 45°; кончик клюва отпадает через 8 — 12 суток. За это время цыплята способны научиться правильно клевать корм и пить.
Дебикирование болезненно и критикуется защитниками животных. В частности, ему был посвящён сюжет в «Фильме животных» (Великобритания).